# الاقتصاد العجيب (فلم)
الاقتصاد العجيب هو فيلم وثائقي أمريكي أنتج في 2010، مقتبس من كتاب صدر في 2005 بنفس الاسم وهو كتاب "الاقتصاد العجيب"، من قبل الخبير الاقتصادي د. ستيفن ليفيت والكاتب ستيفن دوبنر. عُرض الفيلم لأول مرة في مهرجان تريبيكا السينمائي في أبريل 2010. حصل الفيلم على حفل استقبال فاتر وتقييم 65% على موقع روتن توميتوز.

## وصلات خارجية
- الموقع الرسمي
- مقالات تستعمل روابط فنية بلا صلة مع ويكي بيانات